# Joshua William Dun

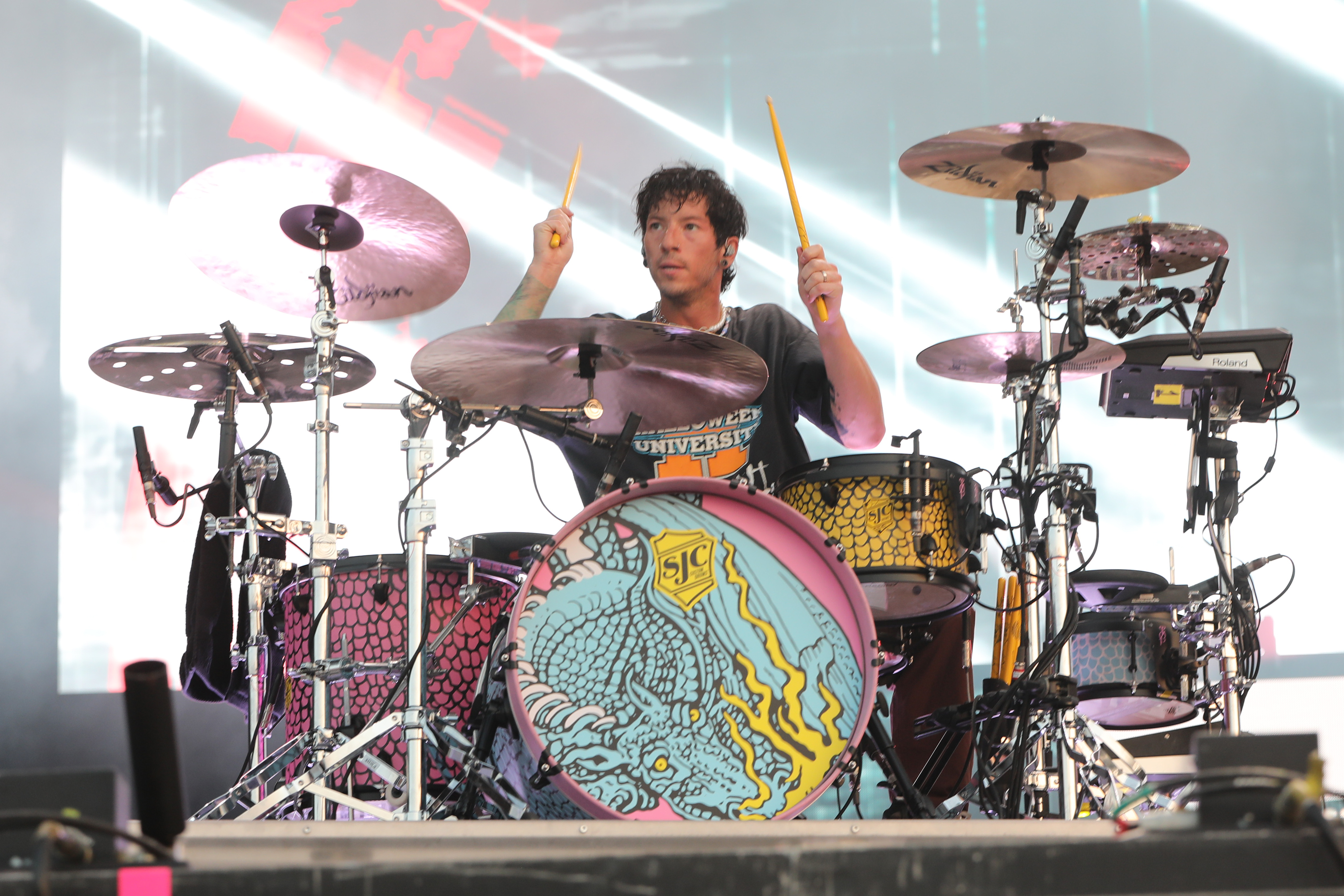
Josh Dun (2022)

Joshua William „Josh“ Dun (* 18. Juni 1988 in Columbus, Ohio) ist ein US-amerikanischer Musiker und neben Sänger Tyler Joseph Mitglied und Schlagzeuger des Duos Twenty One Pilots.

## Leben und Karriere
Joshua William Dun wurde 1988 als Sohn von Laura Lee Dun und William Earl Dun in Columbus geboren. Dort wuchs er in einem christlichen Elternhaus mit zwei Schwestern und einem Bruder auf.
Dun erhielt einige Zeit Hausunterricht. Als Jugendlicher verboten seine Eltern ihm, Musik zu hören, was ihn jedoch nicht von heimlichen Ausflügen zum örtlichen Plattenladen abhalten konnte. Er brachte sich das Schlagzeugspielen selbst bei, indem er in einem Geschäft die Schlagzeuge ausprobierte und dabei versuchte, die Musik nachzuahmen, die er dabei hörte. Drei Jahre lang war er Angestellter bei Guitar Center, bei dem auch der frühere Drummer der Twenty One Pilots, Chris Salih, arbeitete, und trat im März 2010 der Band House of Heroes bei.
2011 stellte Salih ihm Tyler Joseph vor, woraufhin sich schnell eine Freundschaft zwischen Dun und Joseph entwickelte. Nachdem Chris Salih und Bandkollege Nick Thomas einige Monate später unabhängig voneinander die Band verließen, kündigte Josh Dun seinen Job bei Guitar Center, um Tyler Joseph in einer Show als Drummer zu unterstützen. Nur einen Tag später wurde er auch offiziell der Drummer der Twenty One Pilots und die Band war von nun an ein Duo. Seit dem 31. Dezember 2019 ist Dun mit Debby Ryan verheiratet.

## Auszeichnungen
2014: Nominierung für den Alternative Press Music Award in der Kategorie Bester Schlagzeuger
2017: Grammy Award in der Kategorie Best Pop Duo/Group